# Hàn Đình
Hàn Đình (tiếng Trung: 寒亭区, Hán Việt: Hàn Đình khu) là một quận của địa cấp thị Duy Phường, tỉnh Sơn Đông, Cộng hòa Nhân dân Trung Hoa. Quận này có diện tích 786 km2, dân số 350.000 người. Mã số bưu chính 261100. Hàn Đình được chia thành 1 nhai đạo, 9 trấn và 3 hương.